# Classements des Singles Oricon
 (juin 2024).
La mise en forme du texte ne suit pas les recommandations de Wikipédia : il faut le « wikifier ».
Les points d'amélioration suivants sont les cas les plus fréquents. Le détail des points à revoir est peut-être précisé sur la page de discussion.
- Les titres sont pré-formatés par le logiciel. Ils ne sont ni en capitales, ni en gras.
- Le texte ne doit pas être écrit en capitales (les noms de famille non plus), ni en gras, ni en italique, ni en « petit »…
- Le gras n'est utilisé que pour surligner le titre de l'article dans l'introduction, une seule fois.
- L'italique est rarement utilisé : mots en langue étrangère, titres d'œuvres, noms de bateaux, etc.
- Les citations ne sont pas en italique mais en corps de texte normal. Elles sont entourées par des guillemets français : « et ».
- Les listes à puces sont à éviter, des paragraphes rédigés étant largement préférés. Les tableaux sont à réserver à la présentation de données structurées (résultats, etc.).
- Les appels de note de bas de page (petits chiffres en exposant, introduits par l'outil «  Source ») sont à placer entre la fin de phrase et le point final[comme ça].
- Les liens internes (vers d'autres articles de Wikipédia) sont à choisir avec parcimonie. Créez des liens vers des articles approfondissant le sujet. Les termes génériques sans rapport avec le sujet sont à éviter, ainsi que les répétitions de liens vers un même terme.
- Les liens externes sont à placer uniquement dans une section « Liens externes », à la fin de l'article. Ces liens sont à choisir avec parcimonie suivant les règles définies. Si un lien sert de source à l'article, son insertion dans le texte est à faire par les notes de bas de page.
- La présentation des références doit suivre les conventions bibliographiques. Il est recommandé d'utiliser les modèles {{Ouvrage}}, {{Chapitre}}, {{Article}}, {{Lien web}} et/ou {{Bibliographie}}. Le mode d'édition visuel peut mettre en forme automatiquement les références.
- Insérer une infobox (cadre d'informations à droite) n'est pas obligatoire pour parachever la mise en page.

Pour une aide détaillée, merci de consulter Aide:Wikification.
Si vous pensez que ces points ont été résolus, vous pouvez retirer ce bandeau et améliorer la mise en forme d'un autre article.
L' Oricon Singles Chart est un classement de popularité des singles de l'industrie musicale japonaise publié quotidiennement, hebdomadairement, mensuellement et annuellement par Oricon. Les classements dans les sont basés sur les ventes physiques des singles.
Depuis 2017, l'organisation Oricon prend en compte les ventes dématérialisées possibles sur les magasins de musique en ligne à la suite de la baisse des ventes sur supports physiques au Japon depuis les années 2000 ainsi que l'augmentation des ventes en version dématérialisées. Les ventes en ligne étant parfois trois ou quatre fois supérieures au ventes physiques. En novembre 2017, Oricon a présenté pour la première foi un classement de single basé sur les résultats de musiques dans leurs version dématérialisées, et ce, dissocié du classement des versions physiques. Le 24 décembre 2018, Oricon a publie pour la première foi un classement comprenant les ventes physique de singles combiné mais aussi les téléchargements et les streams (musiques écoutées via des plateformes de musique à la demande).
A l'origine la société Oricon a été fondée par l'ancien promoteur de Snow Brand Milk Products, Sōkō Koike, en 1967. En novembre, la société a commencé à publier un classement de singles à titre expérimental s'intitulant 総合芸能市場調査 (Sōgō Geinō Shijō Chōsa, Enquête sur le marché du divertissement). Le classement a été rendu officiel le 4 janvier 1968.
Les classements sont publiés tous les mardis dans le magazine Oricon Style et sur le site officiel d'Oricon. Chaque lundi, la société reçoit les données de chaque point de vente de musique. Au départ les classements étaient réalisé à l'aide des fax envoyés par les disquaires avant que les données soit communiquées électroniquement. Et même avec cette avancée technologique il faut néanmoins prendre en comte que certaines des plateformes et points de vente ne sont pas prises en compte dans ces statistiques. Par exemple, le premier single de NEWS, un groupe pop, est sorti uniquement dans les magasins 7-Eleven, des établissements où les ventes de CD ne sont pas comptabilisées par Oricon, ce qui fait que le classement de ventes de disques n'est donc pas tout à fait exact.
La première chanson numéro un du classement Oricon Singles Chart était " Kitaguni no Futari (In a Lonesome City) " de Jackey Yoshikawa and His Blue Comets le 2 novembre 1967.

## Meilleures ventes de Single (version physique)
| Rang | Année | Titre                                                                          | Artiste                                                         | Vente en million |
| ---- | ----- | ------------------------------------------------------------------------------ | --------------------------------------------------------------- | ---------------- |
| 1    | 1975  | "Oyoge! Taiyaki-kun" (およげ!たいやきくん)                                     | Masato Shimon                                                   | 4.577            |
| 2    | 1972  | "Onna no Michi" (女のみち)                                                     | Shiro Miya and Pinkara Trio                                     | 3.256            |
| 3    | 2003  | "Sekai ni Hitotsu Dake no Hana" (世界に一つだけの花)                           | SMAP                                                            | 3.125            |
| 4    | 2000  | "Tsunami"                                                                      | Southern All Stars                                              | 2.934            |
| 5    | 1999  | "Dango 3 Kyodai" (だんご3兄弟)                                                 | Kentarō Hayami, Ayumi Shigemori, Himawari Kids, Dango Gasshōdan | 2.918            |
| 6    | 1992  | "Kimi ga Iru Dake de" (君がいるだけで)                                         | Kome Kome Club                                                  | 2.895            |
| 7    | 1991  | "Say Yes"                                                                      | Chage & Aska                                                    | 2.822            |
| 8    | 1994  | "Tomorrow Never Knows"                                                         | Mr. Children                                                    | 2.766            |
| 9    | 1991  | "Oh! Yeah! / Love Story wa Totsuzen ni" (Oh! Yeah! ⁄ ラブ・ストーリーは突然に) | Kazumasa Oda                                                    | 2.587            |
| 10   | 1995  | "Love Love Love / Arashi ga Kuru" (LOVE LOVE LOVE/嵐が来る)                    | Dreams Come True                                                | 2.488            |

## Voir également
- Liste des single numéro un d'Oricon
- Tableau des classements Oricon
- Liste des singles les plus vendus au Japon
- Liste des albums les plus vendus au Japon